# Средиземноморские игры 2018
XVIII Средиземноморские игры прошли с 22 июня по 1 июля 2018 года в испанском городе в Таррагона. Первоначально Игры должны были пройти летом 2017 года, но из-за финансовых трудностей и нестабильной политической обстановки в Испании было принято решение провести их в 2018 году. Соревнования прошли по 31 виду спорта.

## Выбор города
Заявки на проведение данного соревнования подали два города: Александрия (Египет) и Таррагона (Испания).
Александрия проводила у себя первые Средиземноморские игры.
До этого в Испании проводились 2 игры: в Барселоне и Альмерии.
На Генеральной Ассамблее Международного Комитета Игр в Мерсине (Турция) 15 октября 2011 года Таррагона избрана городом-хозяйкой игр 2017 года.

## Виды спорта
Соревнования пройдут ещё по следующим видам спорта:

| - Академическая гребля - Бадминтон - Баскетбол - Бокс - Борьба - Боулз - Велогонки - Водное поло | - Воднолыжный спорт - Волейбол - Гандбол - Гольф - Дзюдо - Карате - Конный спорт - Лёгкая атлетика | - Настольный теннис - Парусный спорт - Плавание - Пляжный волейбол - Рафтинг - Спортивная гимнастика - Стрельба - Стрельба из лука | - Теннис - Триатлон - Тхэквондо - Тяжёлая атлетика - Фехтование - Футбол - Художественная гимнастика |

## Медальный зачёт
В соревнованиях приняли участите представители 26 стран:
- Албания
- Алжир
- Андорра
- Босния и Герцеговина
- Греция
- Египет
- Испания
- Италия
- Кипр
- Косово
- Ливан
- Ливия
- Северная Македония
- Мальта
- Марокко
- Монако
- Португалия
- Сан-Марино
- Сербия
- Сирия
- Словения
- Тунис
- Турция
- Франция
- Хорватия
- Черногория